# Mesochorus pallipes
Mesochorus pallipes là một loài tò vò trong họ Ichneumonidae.